# Bahnhof Mykolajiw
Der Bahnhof Mykolajiw (ukrainisch Станція Миколаїв) ist der Fernbahnhof der Oblasthauptstadt Mykolajiw und ein Eisenbahnknotenpunkt in der Ukraine. Er wurde 1908 als zweiter Bahnhof der Stadt eröffnet; 1987 erhielt er ein modernes Empfangsgebäude.
Durch den Bahnhof führen Zufahrtstrecken des Güterverkehrs zu bedeutenden ukrainischen Handelshäfen der Schifffahrt auf dem Schwarzen Meer. Unmittelbar südöstlich des Bahnhofs liegt der Militärflugplatz Kulbakino.

## Geschichte
Die Hafenstadt Mykolajiw erhielt 1873 einen ersten Bahnhof nahe beim Stadtzentrum, das auf einer vom Südlichen Bug gebildeten Halbinsel liegt. Dieser Kopfbahnhof, heute der Bahnhof Mykolajiw-Wantaschnyj (Güterbahnhof Mykolajiw), war der Endpunkt der Bahnstrecke Snamjanka–Mykolajiw, einer Linie der 1871 gegründeten Charkow-Nikolajew-Eisenbahn.
1907 wurden mehrere russische Bahngesellschaften verstaatlicht. Aus der Charkow-Nikolajew-Bahn und der Kursk-Charkow-Sewastopol-Bahn entstanden die Russischen Südbahnen, die südöstlich der Stadt Mykolajiw den neuen Bahnhof Wodopoy, heute Mykolajiw, errichteten. Mit dem neuen Durchgangsbahnhof entfiel das Wenden der Züge am alten Stadtbahnhof für die Weiterfahrt auf der 1907 eröffneten Anschlussstrecke nach Cherson. Von dort aus führte seit 1954 die Bahnstrecke nach Kertsch weiter, die beim Verkehrsknotenpunkt Dschankoj auf die Bahnstrecke Sewastopol–Charkiw traf und die direkte Verbindung von Kiew und der Westukraine auf die Krim erschloss.
1925 begann der Bahnbetrieb auf der Verbindungsstrecke von Mykolajiw gegen Osten nach Snihuriwka, und 1944 kam als vierte Linie die Teilstrecke Kolosiwka–Mykolajiw dazu, eine strategische Bahn, die den direkten Anschluss von Mykolajiw an die Strecke nach Odessa erlaubte. An der Bahnlinie aus Kolosiwka befindet sich südlich der Stadt Nowa Odessa die Pisky-Brücke, die von Mykolajiw aus gesehen nächste Eisenbahnbrücke über den Südlichen Bug. In der Stadt selbst gibt es keine Eisenbahnbrücke über den Fluss.

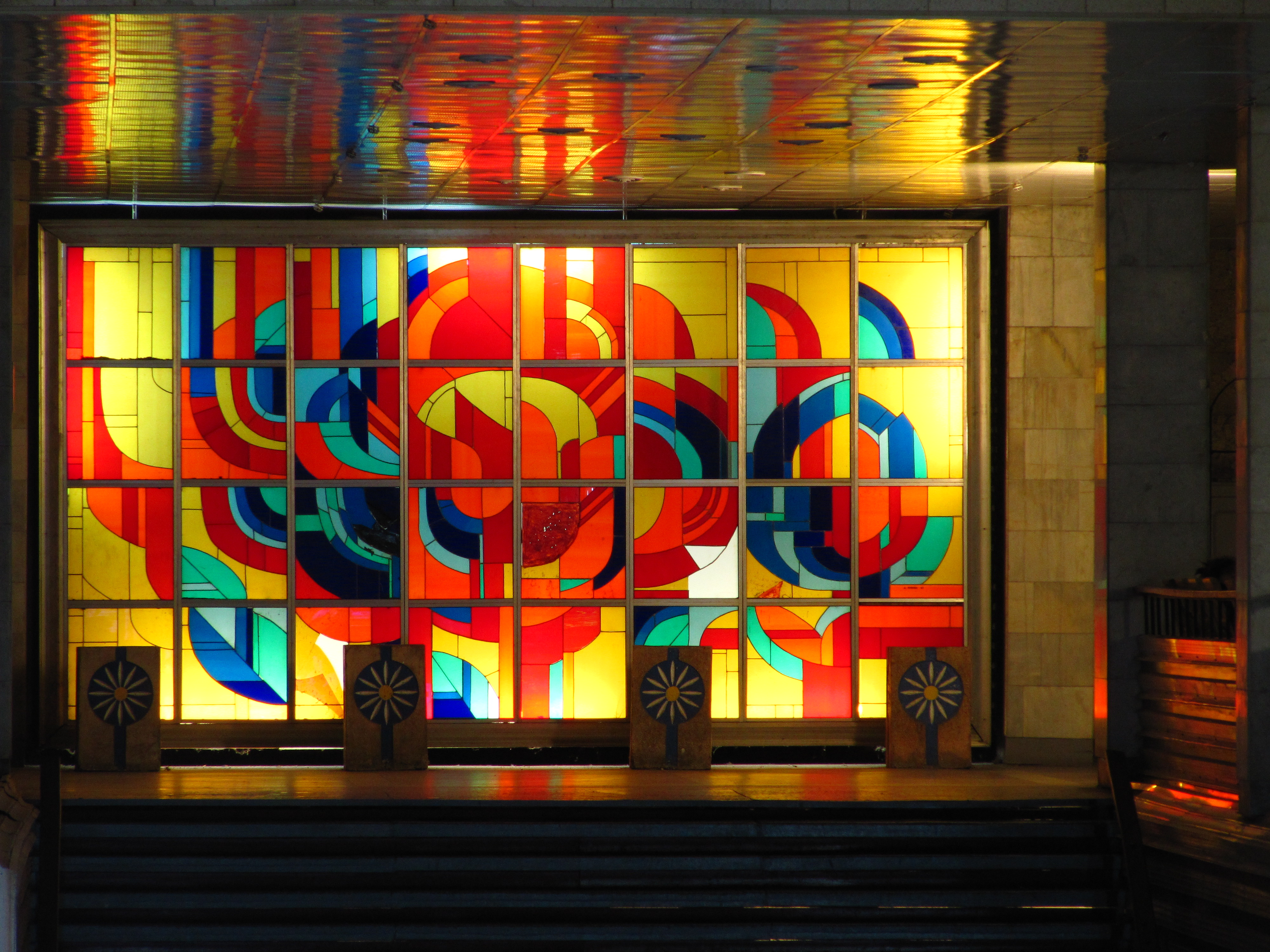
Glaswand im Empfangsgebäude

Durch den Krieg Russlands gegen die Ukraine ist der Bahnbetrieb in der Region seit Frühjahr 2022, als auch in der Umgebung des Bahnhofs Mykolajiw Kämpfe stattfanden, beeinträchtigt. Seitdem sind die Bahnverbindungen von Mykolajiw nach Cherson und Snihuriwka unterbrochen. Nach ukrainischen Rückeroberungen wurde der Personenfernverkehr nach Mykolajiw am 15. November 2022 wieder aufgenommen.

## Verkehr

### Personenverkehr
Vom Bahnhof Mykolajiw aus bestehen direkte – 2022 kriegsbedingt teilweise ausgefallene – Verbindungen in mehrere große Städte der Ukraine wie Kiew, Lemberg, Odessa, Cherson, Charkiw sowie Krywyj Rih. Außerdem verkehrte bis 2020 ein direkter Personenzug zwischen Moskau Kursker Bahnhof und Mykolajiw. Von Cherson verkehrte ein Intercity-Zug über Mykolajiw nach Kiew.
Vor 2011 bestand eine Bahnverbindung der ukrainischen Staatsbahn von Berlin über Kiew und Mykolajiw nach Simferopol.
Seit 1967 ist der Bahnhof durch den Trolleybus Mikolajiw mit dem Stadtzentrum verbunden.

### Güterverkehr
Der Bahnhof Mykolajiw hat neben den Anlagen für den Personenverkehr auf anschließenden Gleisfeldern zahlreiche Abstellgleise für Güterzüge. Mehrere Industriegleise führen zu den Gewerbequartieren im Osten der Stadt, zum Güterbahnhof im Stadtzentrum und in das Gebiet der Häfen von Mykolajiw zu den Schiffbauwerften, Tanklagern und Verladestationen an den Kais. Im 19. Jahrhundert entstand im Seehafen eine Eisenbahnmole. Mit dem Hafenspeicher Mykolajiw, dem modernen Umschlagplatz von Nibulon und weiteren Getreidespeichern ist das Hafengebiet einer der wichtigen ukrainischen Verladeplätze für Agrarprodukte von der Bahn auf die Hochseeschiffe. Die Bahnanlagen der Häfen umfassen Gleise von etwa 24 km Länge.
Die staatliche ukrainische Eisenbahngesellschaft und private Transportunternehmen liefern mit Güterzügen Landwirtschaftsprodukte und andere Waren zu den Verladeterminals in den Anlegestellen der Hochseeschiffe und umgekehrt Importgüter von den Häfen über die Bahnlinien ins Hinterland. Auf den Frachtverkehr mit der Bahn sind neben anderen Industriebetrieben auch das Aluminiumwerk von Rusal südlich der Stadt sowie die ukrainischen Streitkräfte angewiesen.

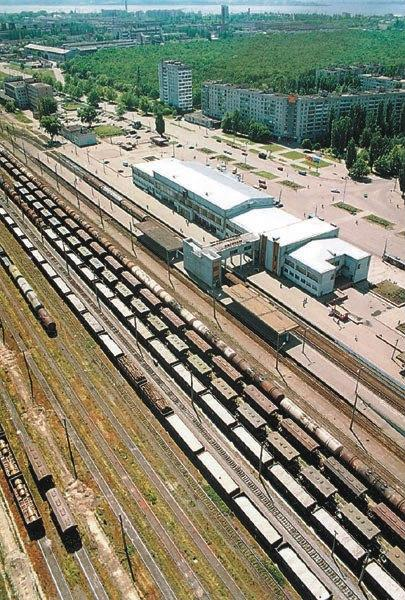
Luftbild von Osten: Rechts Gleise des Personenbahnhofs, links jene des Güterverkehrs
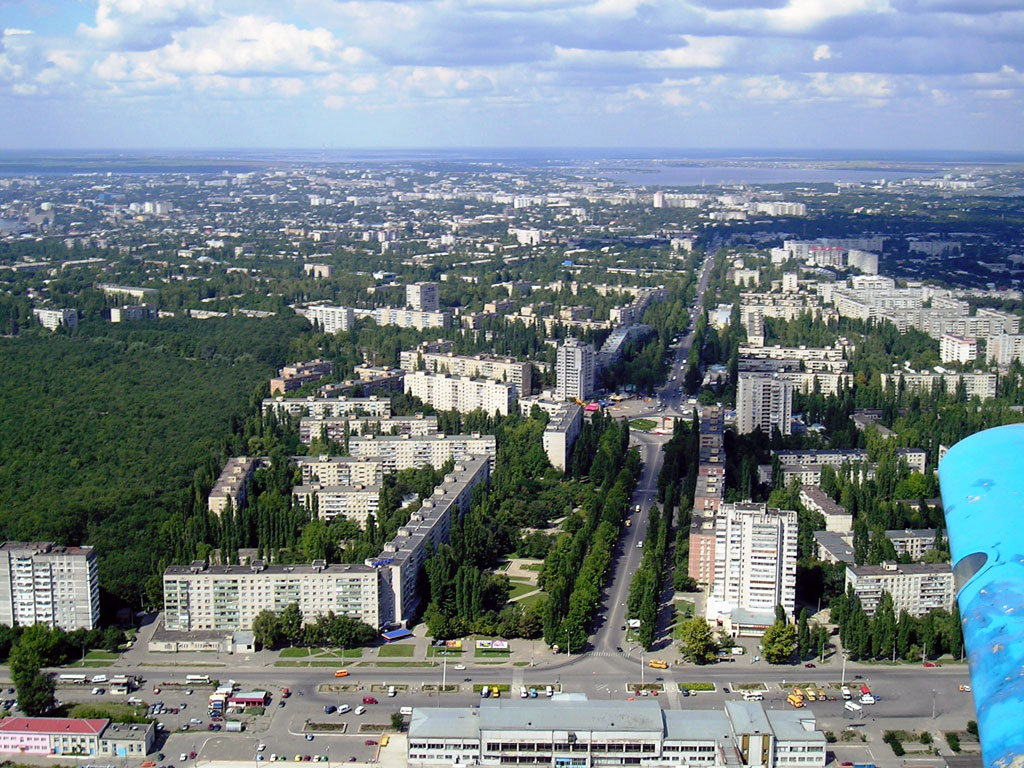
Blick über den Bahnhof und die Friedensstraße zum Stadtzentrum